# Pamięć świeża
Pamięć świeża – pamięć trwająca do kilkunastu minut po poznaniu informacji. W tym czasie łatwo można odtworzyć informacje. W tym czasie impulsy elektryczne krążą w wieloneuronalnych łańcuchach zwrotnego pobudzenia m.in. wzgórza i kory mózgowej.
Termin "pamięć świeża" używany jest w literaturze neurologicznej. W literaturze psychologicznej używany jest jako synonim pamięci krótkotrwałej, jednak oznacza wtedy inny typ pamięci.

Przeczytaj ostrzeżenie dotyczące informacji medycznych i pokrewnych zamieszczonych w Wikipedii.